# Kirinyaga (hạt)
Hạt Kirinyaga là một hạt thuộc tỉnh Trung ở Kenya. Theo điều tra dân số ngày 24 tháng 8 năm 1999, hạt này có dân số 457105 người. Hạt Kirinyaga có diện tích 1478 km². Hạt lỵ đóng tại Kutus.